# Mayonaise
Mayonaise (Frans: sauce mayonnaise) is een koude, witte saus op basis van olie, eidooiers, azijn of citroensap, mosterd en eventuele smaakmakers. Het is een stabiele emulsie van plantaardige olie in water, waarbij de eidooier als emulgator optreedt. Mayonaise is een beschermde productaanduiding krachtens de Nederlandse Warenwet en Belgische Warenwetgeving.

## Oorsprong
Aioli wordt de culinaire voorloper van mayonaise genoemd, en bestond al in Romeinse tijden.
De etymologie van mayonaise is onbekend. De meest gehoorde anekdote wijst de havenstad Maó (Spaans: Mahón) op het Spaanse eiland Menorca aan als de plaats waar mayonaise zijn oorsprong heeft. Tijdens de Zevenjarige Oorlog werd Maó in 1756 door Louis-François-Armand de Vignerot du Plessis, Hertog van Richelieu, veroverd op een Britse vloot. Hoe het recept uiteindelijk in Franse handen is gekomen, is onderwerp van discussie. De Franse versie van het verhaal stelt dat de Franse chef-kok van Du Plessis op het eiland geen room kon vinden voor een overwinningssaus, waarop hij improviseerde met een mengsel van ei en olie. De aldus verkregen saus was een succes en werd ter ere van de overwinning mahónese genoemd, later verfranst naar mayonnaise. De Spaanse versie beweert dat het recept al tijden in handen was van de Spanjaarden op Minorca, en slechts door de Fransen werd overgenomen. Er is zelfs geopperd dat de zoektocht naar dit geheime recept de aanleiding was voor de Franse aanval op Maó, en dat de anekdote van de chef-kok is verzonnen zodat Frankrijk de uitvinding van mayonaise kon opeisen.
Andere theorieën stellen dat het woord een verbastering is van bayonnaise, een sausspecialiteit uit de Franse stad Bayonne, of afkomstig is van het middeleeuwse Franse woord moyeu, dat eidooier betekent.

## Gebruik

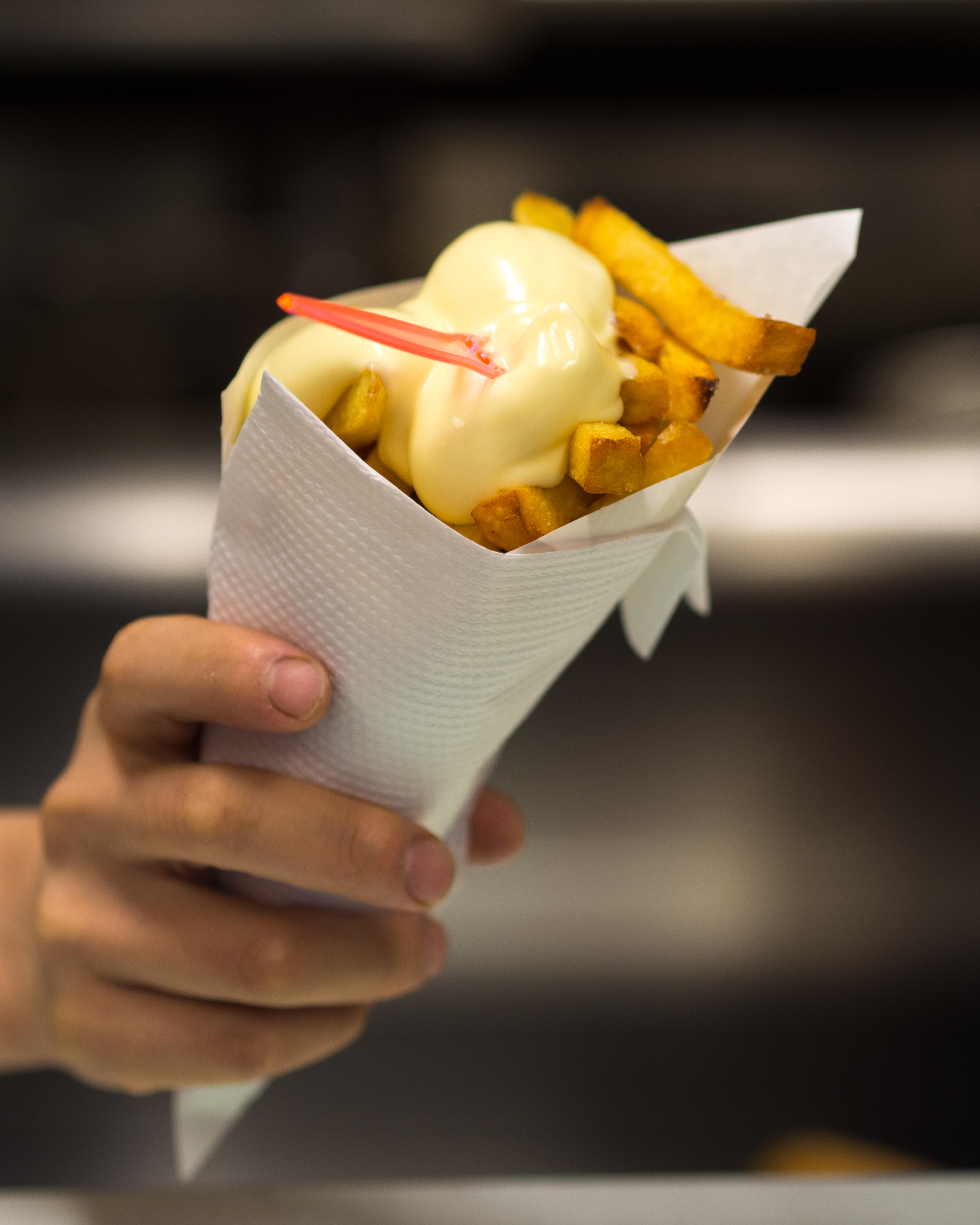
Een puntzak friet met mayonaise

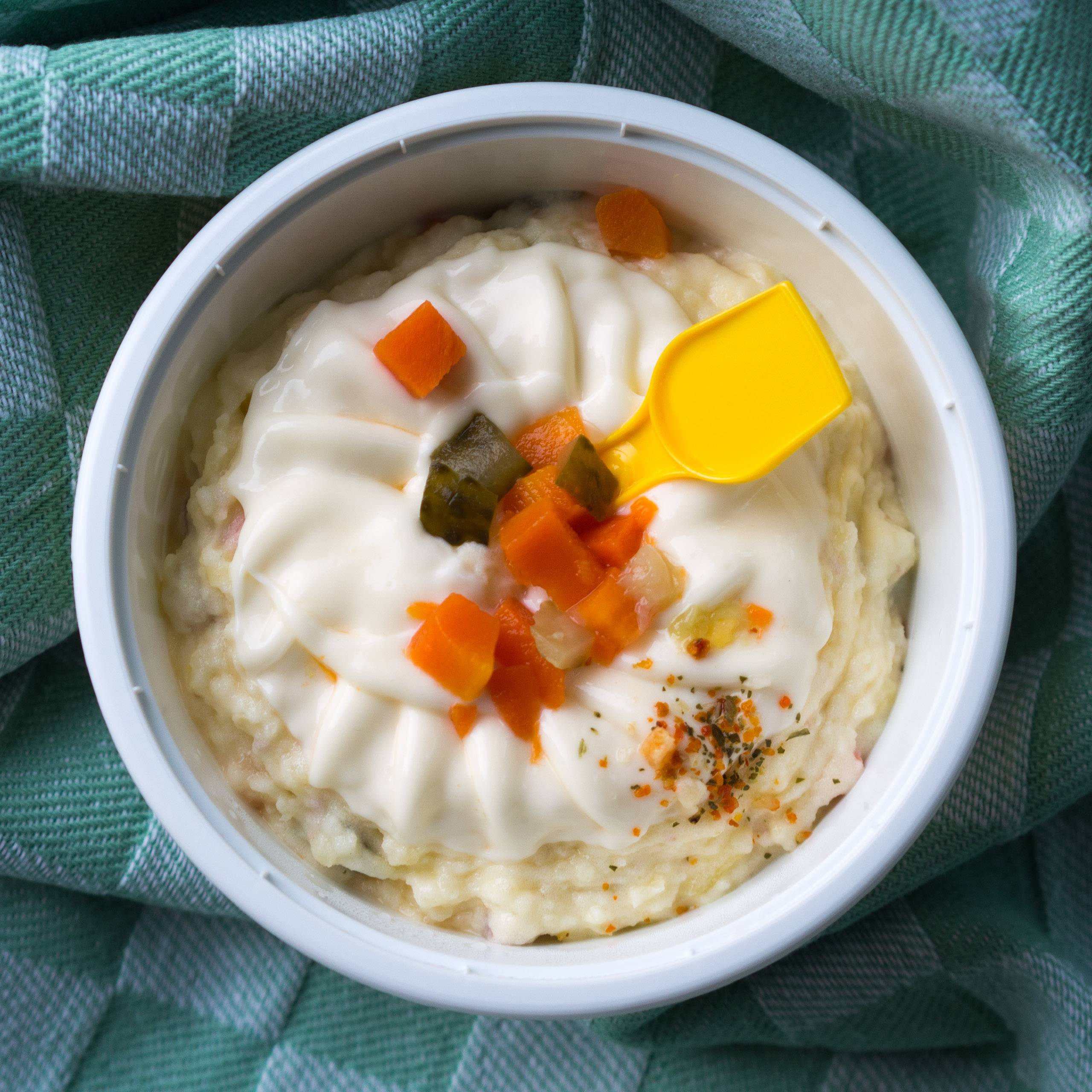
Huzarensalade met mayonaise

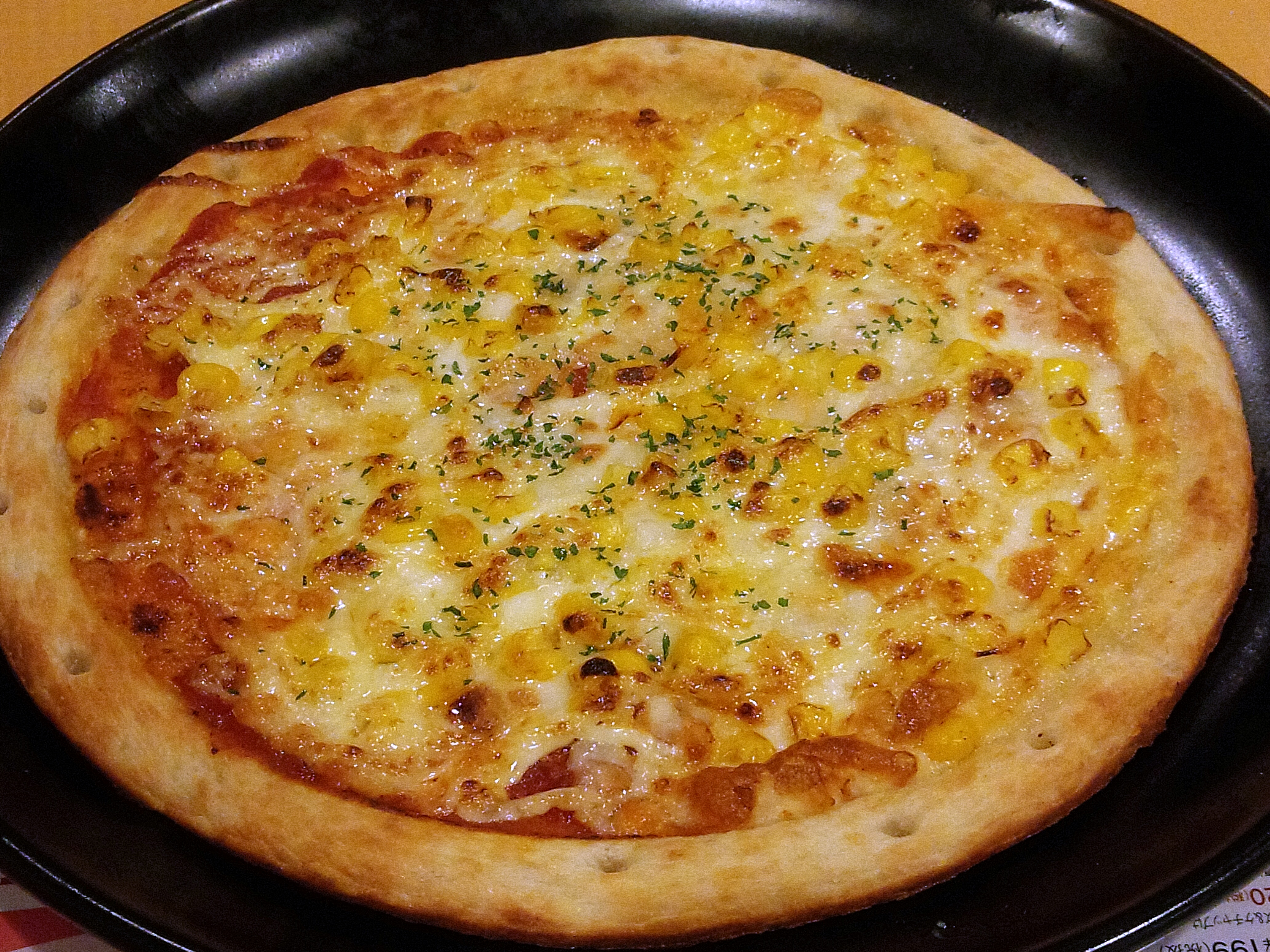
Japanse maispizza met mayonaise

De toepassing van mayonaise verschilt per land. De saus wordt in Nederland en België vaak gegeten in combinatie met gefrituurde producten, zoals frieten. Ook in de samenstelling zijn er internationale verschillen. Nederlandse mayonaise uit de winkel is vaak meer gezoet (met meer dan 2% suiker) dan Franse of Belgische. Het gebruik van mayonaise bij friet is in Nederland zo gestandaardiseerd dat alleen al "friet met" of "patat met" synoniem staat voor "met mayonaise".
In Frankrijk is de Mayonnaise de Dijon een mosterdmayonaise met 3 tot 6% mosterd in de mayonaise.
Mayonaise is bijzonder in Rusland, waar het gebruikt wordt als saladedressing, broodbeleg en meer. De gemiddelde Rus eet volgens een onderzoek uit 2014 2,5 kilo mayonaise per jaar. Ook in Japan wordt mayonaise bij vele gerechten gegeten, waaronder pizza. In de Verenigde Staten wordt mayonaise vooral gebruikt op sandwiches, maar bestaat er ook een tegenbeweging tegen het product.

## Wetgeving

### Nederland
De Nederlandse richtlijnen voor mayonaise werden door de Warenwet op 24 maart 1998 als volgt samengevat:
...een eetwaar bestaande uit een emulsie van het type olie in water, die ten minste 70% vet en ten minste 5% eigeel bevat.

### België
De Belgische warenwetgeving van 12 april 1955 legde de volgende samenstelling op voor mayonaise:
...alleen de producten die ten minste 80% vetstof en 7,5% eigeel bevatten en uitsluitend uit eetbare plantaardige olie, kippeneigeel en azijn of andere kruiderijen, al dan niet met toevoeging van vruchtensap, suikers, kruiden of aromaten samengesteld zijn.
In juli 2015 liet de Belgische minister van Consumentenzaken (Kris Peeters) weten deze "mayonaisewet" te willen herzien, omdat ze de Belgische voedselindustrie zou verhinderen minder vette mayonaise te produceren. De nieuwe norm werd vastgelegd in het Koninklijk Besluit van 26 mei 2016 betreffende mayonaise:
De samenstelling van de mayonaise voldoet aan volgende voorwaarden:
- 1° het totale vetgehalte bedraagt minimum 70 % (m/m);
- 2° het technisch zuiver eigeelgehalte bedraagt minimum 5 % (m/m); technisch zuiver eigeel bevat hoogstens 20 % eiwit ten opzichte van het eigeel.

Voor als "traditioneel" verkochte mayonaise bleef de oude norm gelden.

### Veganistische mayonaise
Omdat eigeel volgens de warenwetten een verplicht ingrediënt is mag veganistische mayonaise met een eivervanger geen mayonaise genoemd worden. In 2014 spande Unilever, eigenaar van de mayonaisemerken Hellmann's en Best Foods, een rechtszaak aan tegen voedselproducent Hampton Creek. Volgens Unilever mocht Hampton Creek hun veganistische merk Just Mayo geen mayonaise noemen, omdat het eigeel is vervangen door gele erwten. Uiteindelijk stopte Unilever de rechtszaak.

Ingrediënten voor het maken van mayonaise

## Ingrediënten
- eidooier
- olie
- azijn of citroensap
- mosterd
- eventueel kruiden, specerijen of smaakmakers

## Bereiding
Men maakt een egaal papje van de eidooier, azijn/citroensap, mosterd en eventuele andere toevoegingen (alles op kamertemperatuur), voegt daarna heel langzaam de olie toe terwijl men blijft mixen/roeren. Dit kan met een handklopper of met een mixer.

## Variaties
Omdat mayonaise vet is en een hoge energetische waarde heeft, wordt het geregeld vervangen door producten die minder calorieën bevatten, zoals halvanaise. Fritessaus is een meer algemene benaming voor dergelijke producten.
Mayonaise kan gebruikt worden als basis van een meer complexe saus, waaronder andalousesaus, cocktailsaus, joppiesaus, remoulade, samoeraisaus, tartaarsaus en whiskysaus.